# 梅爾維爾 (北達科他州)
梅爾維爾（英語：Melville）是位於美國北達科他州福斯特縣的非建制地區。

## 歷史
梅爾維爾的郵局於1883年設立，其後於1967年停運。

## 地理
梅爾維爾所處的海拔為高於海平面489米（即1604英呎），而該地所採用的時區為UTC-6，即北美中部时区（CST）。同時該地設有夏令時間，為UTC-6調快一小時，即UTC-5（CDT）。